# タートルズ (アメリカのバンド)
タートルズ (The Turtles) は、アメリカ合衆国のロックバンド。1965年にボブ・ディランの「悲しきベイブ」のカバーがヒットし、知られるようになった。最大のヒット曲は1967年の「ハッピー・トゥゲザー」である。
主要メンバーでヴォーカリストのハワード・カイランとマーク・ボルマンは、後にフロ&エディとして活動した。

## 経歴
1965年、カリフォルニア州ウェストチェスターで、高校の学友だったハワード・カイラン（ヴォーカル）、マーク・ボルマン（ヴォーカル）、アル・ニコル（ギター）、チャック・ポーツ（ベース）、ドン・マレー（ドラム）、ジム・タッカ（ギター）がサーフ・ロック・グループ『クロスファイアーズ（Crossfires）』を結成した。彼等はKRLA、KFWBのDJやクラブオーナーのレブ・フォスターの助けを受け、同年設立されたホワイト・ホエール・レコード（White Whale）と契約することに成功し、当時流行していた音楽性に追従するためバンド名を『タートルズ（Tyrtles）』に変え、フォーク・ロック・グループとして売り出した。タートルの綴り (turtle) を変えた理由はバーズやビートルズの影響を受けたからだったが、この名称は長続きしなかった。
タートルズはバーズと同じくボブ・ディランのカバーによって成功する。「悲しきベイブ」は同年夏の終わりにビルボードチャートで8位を記録し、ファースト・アルバムの表題曲となった。セカンドシングルの「レット・ミー・ビー」は30位、1966年初旬にリリースされた3番目のヒット曲「ユー・ベイビー」は20位。この2曲を収録したセカンド・アルバム『ユー・ベイビー』はチャート入りせず商業的には失敗作となったが、同年発表されたシングル「グリム・リーパー・オブ・ラヴ」と「キャン・アイ・ゲット・トゥ・ノウ・ユー・ベター」はチャートインを果たした。ウォーレン・ジヴォンによる「アウトサイド・チャンス」にはビートルズの「タックスマン」のようなギターが加えられたが、同曲はチャートには入らなかった。
1966年、ユニバーサル・ピクチャーズのビーチパーティ映画『アウト・オブ・サイト』に出演して「シール・カム・バック」を歌った。同年初めにドラマーのマレーとベーシストのポーツが脱退。ドラムはジョエル・ラーソンとジョン・バーベイタ、ベースはチップ・ダグラス（1966年10月）に交代した。
1967年、リズム・ギタリストのタッカーが脱退。ビートルズ・ファンだった彼は、タートルズがイングランドでプロモーション・ツアーをした際にジョン・レノンによって公式に侮辱された体験を忘れられず音楽ビジネスをやめた、と伝えられた。同年はタートルズが音楽チャートにおいて最も成功した年だったと言えよう。「シード・ラザー・ビー・ウィズ・ミー」は春の終わりに全米3位となり、海外ではチャート入りしていなかった「ハッピー・トゥゲザー」がイギリスで4位となった。また「ユー・ノウ・ホワット・アイ・ミーン」と「シーズ・マイ・ガール」もトップ15入りした。45回転レコードの登場は、彼等のスタイルを変更させるきっかけとなった。この年の終わりに発表された『ゴールデン・ヒッツ』は、トップ10入りを果たした。アルバム・カバーが似た『ザ・タートルズ! ゴールデン・ヒッツ』や続く『モア・ゴールデン・ヒッツ』は、ジャン&ディーンがデザインした。
ゲイリー・ボナーやアラン・ゴードンと共作した最初の代表曲「ハッピー・トゥゲザー」はほぼ作者自身のパロディ作で、タートルズに取り上げられるまでに既に多くのパフォーマーに拒絶されていた。同曲は彼等の最大のヒットとなり、彼等やアレンジを提供していたダグラスにとって転機をもたらした。このシングルは1967年春の全米チャート1位の座をビートルズの「ペニー・レイン」から奪った。同曲は彼等にとって1位を記録した唯一の曲であり、その座に3週間とどまり続けた。一方、全英では12位に達した。続けて同名のサード・アルバムが発表されて最高位は25位。同年、彼等は20世紀フォックスのベッドルームファース『プレイラブ48章』で表題曲を歌った。
モンキーズのマイク・ネスミスはチップ・ダグラスのスタジオアレンジメントに感銘を受け、自分達の曲のヒットを狙って、タートルズのウィスキー・ア・ゴーゴーでのショーが終わった後でダグラスに近づいてモンキーズの新しいプロデューサーに招いた。ダグラスは承諾してタートルズを脱退した。
1968年の最初の2つのシングルだった「サウンド・アスリープ」と「ザ・ストーリー・オブ・ロックンロール」は、トップ100の中位にとどまった。しかしダグラスがスタジオワークに復帰すると、彼等の運命が変わった。同年9月発売のシングル「エレノア」は全米6位、全英7位、ニュージーランドで1位を記録した。11月、コンセプト・アルバム『ザ・タートルズ・プレゼント・ザ・バトル・オブ・ザ・バンズ』を発表。彼等はビッグ・ブラザーズ、ネイチャーズ・チルドレン、ザ・US・ティーンズ・フィーチャリング・ラオル、ザ・ファブローズ・ダーグズなどと名付けられた11もの異なるバンドを装って、それぞれ異なったジャンルの曲を歌った。同アルバムからは「ユー・ショウド・ミー」がカットされて全米6位を記録した。1968年2月26日にテレビ番組『マイク・ダグラス・ショー』に出演し、1969年4月には2回目の出演を果たした。
1969年の年末、彼等はキンクスのレイ・デイヴィスをプロデューサーに迎えたアルバム『タートル・スープ』を発表した。このアルバムはキンクスのコンセプト・アルバム『ヴィレッジ・グリーン・プリザヴェイション・ソサエティ』（1968年）に影響を受けていた。「サムホエア・フライデイ・ナイト」や「ラヴ・イン・ザ・シティ」が収録され、ミュージックプレスから好評価を受けたが商業的には成功しなかった。そして彼等は崩壊へと向かって行った。
彼等は既に長きに亘ってホワイト・ホエール・レコードとの関係に幻滅を感じていた。経済的な問題もあり、カイランとボルマンはタートルズを量産的なポップバンドに近づけようとする圧力に対抗した。ホワイト・ホエールは二人に、バンドやミュージシャンを雇ったツアーを休止して彼等のヴォーカルにメンフィス・セッションのメンバーが演奏するバッキング・トラックを追加するよう求めた。このような圧力を受け、彼等はシングル「フー・ウッド・エヴァー・シンク・ザット・アイ・ウッド・エヴァー・マリー・マーガレット?」を収録した。
1970年、彼等は2枚目のコンピレーションアルバム『モア・ゴールデン・ヒッツ』とシングルのB面収録曲を編集した『ウッドゥン・ヘッド』を発表して活動を終了した。商業的に見込みのあるバンドを失なったホワイト・ホエールも1971年に営業を終了した。

## メンバー
- ハワード・カイラン (Howard Kaylan) – ヴォーカル (1965年–1970年, 2010年–現在)
- マーク・ボルマン (Mark Volman) – ギター、サクソフォーン、ヴォーカル (1965年–1970年, 2010年–現在)
- アル・ニコル (Al Nichol) – ギター (1965年–1970年)
- ジム・タッカー (Jim Tucker) – ギター (1965年–1967年)
- チャック・ポーツ (Chuck Portz) – ベース (1965年–1966年)
- ドン・マレー (Don Murray) – ドラム (1965年–1966年)
- ジョエル・ラーソン (Joel Larson) – ドラム (1966年)
- ジョン・バーベイタ (John Barbata) – ドラム (1966年–1969年)
- チップ・ダグラス (Chip Douglas) – ベース (1966年–1967年)
- ジム・ポンズ[10][注釈 7] (Jim Pons) – ベース (1967年–1970年)
- ジョン・サイター (John Seiter) – ドラム (1969年–1970年)

## ディスコグラフィ

### スタジオアルバム
| 年   | アルバム                                    | 最高位 | レーベル           |
| ---- | ------------------------------------------- | ------ | ------------------ |
| 1965 | It Ain't Me Babe                            | 98     | ホワイト・ホエール |
| 1966 | You Baby                                    | —      | ホワイト・ホエール |
| 1967 | Happy Together                              | 25     | ホワイト・ホエール |
| 1968 | The Turtles Present the Battle of the Bands | 128    | ホワイト・ホエール |
| 1969 | Turtle Soup                                 | 117    | ホワイト・ホエール |
| 1970 | Wooden Head                                 | —      | ホワイト・ホエール |
| 1986 | Chalon Road                                 | —      | ライノ             |
| 1986 | Shell Shock                                 | —      | ライノ             |